# Mouvement Fascisme et Liberté
Vous pouvez aider à l'améliorer ou bien discuter des problèmes sur sa page de discussion.
- Il peut contenir un travail inédit ou des déclarations non vérifiées. Vous pouvez l’améliorer en ajoutant des références. (Marqué depuis octobre 2018)

Vous pouvez aider à l'améliorer ou bien discuter des problèmes sur sa page de discussion.
- Il ne cite pas suffisamment ses sources. Vous pouvez indiquer les passages à sourcer avec {{référence nécessaire}} ou {{Référence souhaitée}}, et inclure les références utiles en les liant aux notes de bas de page. (Marqué depuis octobre 2018)
- Il n’est pas rédigé dans un style encyclopédique. (Marqué depuis octobre 2018)

- Archive Wikiwix
- Bing
- Cairn
- DuckDuckGo
- E. Universalis
- Gallica
- Google
- G. Books
- G. News
- G. Scholar
- Persée
- Qwant
- (zh) Baidu
- (ru) Yandex
- (wd) trouver des œuvres sur Wikidata

Le Mouvement Fascisme et Liberté - Parti Socialiste National (italien : Movimento Fascismo et Libertà - Partito Socialista Nazionale,  'MFL-PSN' ), appelé simplement Mouvement Fascisme et Liberté est un parti politique italien fasciste. Il a été fondé le 25 juillet 1991 par sénateur Giorgio Pisanò (it) sous le nom de « Mouvement Fascisme et Liberté » avant de devenir « Mouvement Fascisme et Liberté - Parti Socialiste National » en 2009.

## Histoire
Le Mouvement fascisme et liberté est toujours resté à l’écart de ce que l’on appelle les néo-fascistes, qui refusent les accords et/ou les alliances, soulignant catégoriquement qu’il ne faut pas les classer dans la catégorie des partis de droite. Le parti fait explicitement référence aux idéaux de la République sociale italienne en tant que corporatiste, favorable à la socialisation de l’économie, et nationaliste économique. Son idéologie repose entièrement sur la pensée du leader fasciste Benito Mussolini et a pour objectif principal la réalisation de la démocratie d'entreprise fortement hiérarchisée de Mussolini fondée sur le crédit social. Le parti est également en faveur d'une république présidentielle et exprime un fort sentiment d'antiaméricanisme et d'antisionisme. Le Mouvement Fascisme et Liberté a été fondé en 1989 en tant que mouvement politique au sein du Mouvement social italien, faisant référence au sénateur Giorgio Pisano et à son hebdomadaire Candido. Enfin, il s'est séparé du MSI le 25 juillet 1991.[réf. nécessaire]
En 2009, il a ajouté les mots Parti socialiste national (NSP) à son nom d'origine. Le mouvement a été poursuivi à plusieurs reprises pour présumée reconstitution du Parti national fasciste dissous.[réf. nécessaire]
C'est le seul parti reconnu en Italie avec l'inscription « Fascismo » sur son logo[réf. nécessaire]. Dans l'ensemble, c'est un parti ultranationaliste avec des tendances vers la troisième position et l'anticapitalisme.

## Idéologie
Le MFL-PSN, se référant au fascisme plus orthodoxe, se distancie du Mouvement social italien et des partis néo-fascistes qui héritent de l'expérience politique de ce dernier, avec lequel il refuse les accords ou les alliances, réaffirmant catégoriquement qu'il ne peut pas être classé comme parti de droite. Ce n'est pas un hasard si les principales critiques du MFL-PSN sont dirigées vers les mouvements et partis d'extrême droite actuels, accusés d'être étrangers à la pensée de Mussolini et d'avoir trahi l'idéologie fasciste.
Sur le plan économique, du point de vue du distributisme et du corporatisme, le parti est partisan de la propriété privée et d'une collaboration de classes. Le parti est fortement étatiste et propose la nationalisation complète des secteurs stratégiques et d'intérêt public. L'une des pierres angulaires du programme MFL-PSN est la construction de l'État providence.
Depuis l'élection de Carlo Gariglio (en) au secrétariat national du parti, le MFL-PSN est déclaré anti-judaïque. À la base de son programme politique se trouve la lutte contre le prétendu «système judéo-maçonnique».
En politique étrangère, le mouvement est profondément anti-atlantiste et souverainiste. Il favorise la sortie de l'Italie de l'Union européenne, de l'OTAN et des Nations-Unies.
Il répudie également toutes les formes de discrimination raciale et religieuse dans ses pensées, à cet égard, affirmant qu'"un fasciste de couleur et musulman vaut mille fois plus qu'un antifasciste blanc et chrétien",. Le parti prétend privilégier les idées socialistes nationalistes et anti-atlantistes aux problèmes religieux, se proposant ainsi comme un mouvement laïc.
Le MFL-PSN adhère à la World Union of National Socialists.

## Congrès
- I Congrès national - Prato, 1er mars 1998
- II Congrès national - Trieste, 10 octobre 1999
- III Congrès national - Turin, 2 décembre 2001
- IV Congrès national - Turin, 29 octobre 2006
- V Congrès national - Villanova d'Asti, 6 novembre 2011

## Articles Connexes
- Néofascisme
- Parti national fasciste